# Alejandro Fiorina
Alejandro Fiorina (Rosario, Santa Fe, 11 de marzo de 1988) es un exfutbolista. Jugaba de delantero y su último club fue Ñublense.

## Trayectoria
Realizó inferiores en Estudiantes de la Plata hasta firmar su primer contrato como profesional a los 20 años en la era de Roberto Sensini; integrando el plantel de primera división y jugando en reserva entre el 2008 y 2009. 
Su siguiente club es el Club Atlético Central Córdoba de Rosario, juega un año en el cual gana el torneo reducido para el ascenso. El partido se juega contra Los Andes, pero el equipo no logra el objetivo manteniéndose en la categoría. Juega 26 partidos y marca 12 goles. Arregla nuevamente con dicha institución por 6 meses (hasta junio de 2012) consiguiendo el ascenso a la B Metropolitana. Además del ascenso y como hecho destacado, el equipo juega contra Boca Juniors por la Copa Argentina 2012, quedando eliminado en 16 avos de final, luego de haber pasado 3 etapas previas a dicho encuentro.
Juega en Central Córdoba de Rosario hasta julio de 2013 y se vincula luego al club San Luis de Quillota, una institución deportiva de la ciudad de Quillota en la Región de Valparaíso, Chile, hasta junio de 2014, logrando el título en el torneo apertura. Luego ficha por Coquimbo Unido, para el torneo de la Primera B del fútbol chileno 2014-15. En junio de 2015 se produce su regreso a San Luis de Quillota para disputar la temporada de la Primera División 2015-16 con el elenco quillotano.
El 9 de julio de 2018 es presentado por Ñublense como su flamante nueva contratación, refuerza al club chillanejo de cara a la segunda rueda del Campeonato Loto de la Primera B del presente año.

## Clubes
| Club                       | País      | Año         |
| -------------------------- | --------- | ----------- |
| Estudiantes de La Plata    | Argentina | 2005 - 2009 |
| Central Córdoba            | Argentina | 2010 - 2011 |
| Comercial (Ribeirão Preto) | Brasil    | 2011 - 2012 |
| Central Córdoba            | Argentina | 2012 - 2013 |
| San Luis                   | Chile     | 2013 - 2014 |
| Coquimbo Unido             | Chile     | 2014 - 2015 |
| San Luis                   | Chile     | 2015 - 2017 |
| Ñublense                   | Chile     | 2018 - 2019 |